# EThekwini Metropolitan Municipality
Die eThekwini Metropolitan Municipality (kurz eThekwini) ist eine Metropolgemeinde in der südafrikanischen Provinz KwaZulu-Natal, deren Zentrum von der Stadt Durban gebildet wird. Der Sitz der Metropolgemeinde befindet sich in Durban.
2016 kamen Teile der aufgelösten Lokalgemeinde Vulamehlo zu eThekwini.

## Namen
Die Herkunft des Namens sowie der Name selbst sind umstritten. In isiZulu ist ethekwini die Lokativform von itheku, was Hafen bzw. Lagune oder auch Tier oder Mann mit einem Hoden bedeutet. Als der ehemalige Bürgermeister Obed Mlaba 2007 diese Bedeutung bemerkte, setzte er sich dafür ein, den Distrikt umzubenennen. Die Pläne wurden aber nicht umgesetzt.

## Gliederung
Im Jahr 1996 wurde Durban zur Durban Metropolitan Region (kurz: Durban Metro) erweitert, indem große Gebiete nördlich, südlich und westlich der Stadt ihrem Territorium zugeordnet worden.
Seit 1998 liefen Vorbereitungen zu einer Gemeindegebietsstrukturreform in Südafrika. Daraus gingen auch sechs Metropolgemeinden hervor. Für das Durban metropolitan area wurde im August 2000 der Name Ethekwini vorgeschlagen. Im Dezember 2000 erfolgte die Gründung der Metropolgemeinde. Mit diesem Zeitpunkt kamen zu Durban, nun eThekwini, weitere Orte hinzu. Wahlen auf Gemeindeebene fanden im gesamten Land am 5. Dezember des Jahres statt.
Die bevölkerungsreichsten Stadtteile in eThekwini sind Durban, Umlazi, Phoenix, KwaMashu, Inanda, Pinetown, Ntuzuma und Mpumalanga. Neben diesen allgemein als Stadtgebiet von Durban wahrgenommenen Teilen, gehören zu eThekwini auch die Küstenorte Amanzimtoti und Umhlanga mit bedeutendem Strandtourismus, sowie Umkomaas, das für sein Zellulosewerk bekannt ist. An den Verkehrswegen in Richtung Pietermaritzburg sind die weiter im Landesinnern und höher gelegenen Vororte Hillcrest und Cato Ridge zu finden. In der im Küstenbereich gelegenen Stadt Verulam befindet sich ein von Mahatma Gandhi 1913 eröffneter Hindutempel. Das in der Nähe des King Shaka International Airports gelegene Tongaat ist der Sitz von Tongaat Hulett, einem der größten Agrarkonzerne im südlichen Afrika.

## Demografie
Die größte Bevölkerungskonzentration auf dem Gebiet von eThekwini befindet sich in den zentralen und nördlichen Stadtteilen. Die Metropolgemeinde erlebte seit 2001 ein starkes Wachstum ihrer Bevölkerungszahl, das sich hauptsächlich aus einer Binnenmigration von anderen Orten der Provinz KwaZulu-Natal ergab und ein kleinerer Anteil aus dem Ausland. Die indischstämmige Bevölkerung wohnt hauptsächlich in den Stadtteilen Phoenix und Chatsworth.
Zensus 2011
Im Jahr 2011 hatte die Metropolgemeinde 3.442.361 Einwohner in 956.713 Haushalten auf einer Gesamtfläche von 2291,31 km². Darunter waren 73,8 % Schwarze, 16,7 % Inder/Asiaten, 6,6 % Weiße, 2,50 % Coloureds und 0,41 % andere.
Mikrozensus 2016
Im Jahr 2016 lebten in der Metropolgemeinde 3.702.231 statistisch erfasste Personen in 1.125.767 Haushalten.
Zensus 2022
Gemäß der Volkszählung von 2022 lebten hier 4.239.901 Einwohner in 1.122.738 Haushalten.

## Trivia
Die Stadtverwaltung errichtete 57.500 öffentliche Toiletten, bei denen Kot und Urin getrennt aufgefangen und gesammelt werden. Das System wurde als eThekwini latrine bekannt.